# Коренецкая
Коренецкая (укр. Коренецька) — левый приток Ромена, расположенный на территории Прилукского района (Черниговская область, Украина).

## География
Длина — 8,6 км. Площадь бассейна — н/д км². 
Русло извилистое, пересыхает, приустьевая часть русла выпрямлена в канал (канализировано). Есть пруды. 
Берёт начало от двух ручьёв: непосредственно западнее села Мигуров (на территории бывшего Талалаевского района) и — в балке Холодный яр — непосредственно западнее села Плужниково (на территории Роменского района). Река течёт на юг. Впадает в Ромен южнее села Коренецкое.
Притоки (от истока к устью): безымянные ручьи
Населённые пункты на реке (от истока к устью):
1. Мигуров
2. Плужниково
3. Коренецкое